# Nábrók

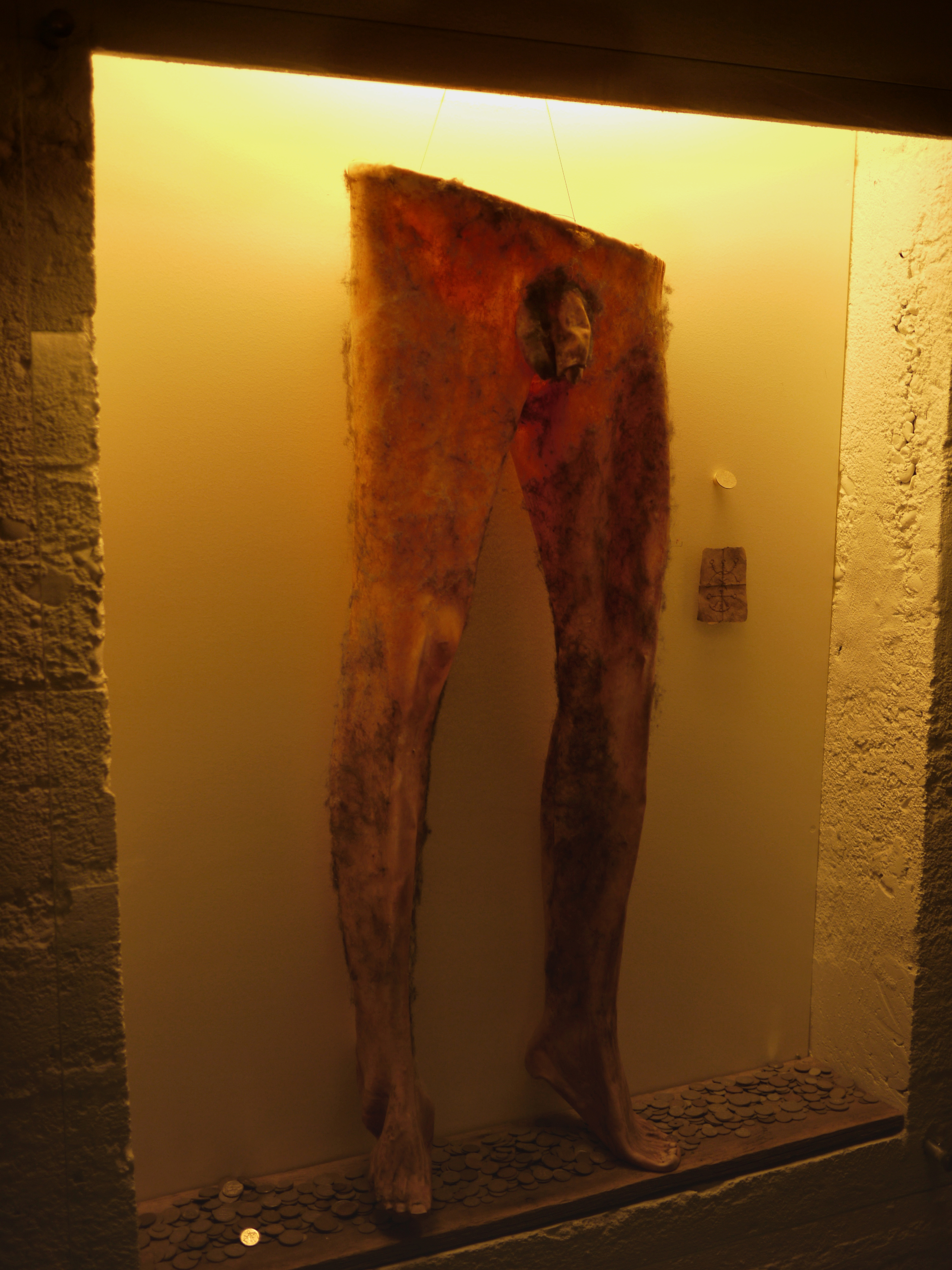
Une réplique d'un nábrók au ' (musée). À droite se trouve le symbole magique qui fait partie du rituel et par terre se trouvent des pièces de monnaie.

Un Nábrók (littéralement culottes de cadavre) est un pantalon fabriqué à partir de la peau d'un homme ou d'une femme décédée, qui, dans la sorcellerie islandaise, est capable de produire une quantité inépuisable d'argent. Il est hautement improbable que ces pantalons aient jamais existé en dehors du folklore.

## Rituel

Nábrókarstafur (Symbole magique islandais désignant le Nábrók)

Le rituel de fabrication des Nábrók est décrit comme suit : 

« Si vous voulez fabriquer votre propre nábrók, vous devez obtenir la permission d'un homme vivant pour utiliser sa peau après sa mort. Une fois qu'il a été enterré, vous devez déterrer son corps et écorcher la peau du cadavre en un seul morceau à partir de la taille. Dès que vous enfilerez le pantalon, il collera à votre propre peau. Il faut voler une pièce de monnaie à une pauvre veuve et la placer dans le scrotum avec le symbole magique, nábrókarstafur, écrit sur un morceau de papier. La pièce attirera de l'argent dans le scrotum de sorte qu'il ne sera jamais vide, tant que la pièce originale ne sera pas retirée. Pour assurer son salut, le propriétaire doit convaincre quelqu'un d'autre de prendre possession du pantalon et d'entrer dans chaque jambe dès qu'il en sort. Le nábrók pourra ainsi fournir de l'argent pendant des générations. »